# 200 Mètres (film)
Pour plus de détails, voir Fiche technique et Distribution.
200 Mètres est un film d'aventures dramatique palestinien, jordanien, qatarien, suédois et italien réalisé par Ameen Nayfeh et sorti en 2020.

## Synopsis
Mustafa vit à Tulkarem en Cisjordanie à seulement 200 mètres de sa femme Salwa et de ses enfants, dont il est séparé par la barrière de séparation israélienne. Sa famille lui rend visite régulièrement, et il a un permis lui permettant de travailler en Israël, et de les voir après sa journée de travail. Mais le soir, chacun doit retourner de son côté de la barrière, et Mustafa communique avec ses enfants en faisant des signaux avec une lampe électrique.
Mais son permis de travail lui est soudainement retiré à la suite d'un problème administratif. Il est alors informé que son fils vient d’avoir un accident de la route et est hospitalisé. Mustafa n’a alors d’autre choix que de payer cher pour monter à bord d’un minibus qui lui fera passer la frontière clandestinement après un long détour.
Il se retrouve avec plusieurs autres passagers, dont Rami, un jeune qui voudrait travailler en Israël, Kifah, qui doit se rendre à un mariage, et Anne, une jeune documentariste allemande souhaitant tourner un film sur la vie quotidienne des Palestiniens avec l'aide de Kifah. En cours de trajets, les Palestiniens doivent se dissimuler dans les coffres de deux voitures. Anne, elle, monte sur le siège du passager avant de la voiture, Mustafa, Rami et Kifah étant dans le coffre.
En cours de route, le chauffeur de la voiture reçoit une mauvaise nouvelle: la première voiture n'a pas pu franchir le checkpoint et les passagers ont été arrêtés. Il devient nerveux, encore davantage lorsqu'il découvre la caméra qu'Anne avait dissimulé dans ses affaires. Il menace Anne avec un revolver, et finit par l'assommer d'un coup de crosse et part. Anne reprend conscience juste à temps pour aller ouvrir le coffre dans lequel les hommes étaient en train d'étouffer.
Ils décident de poursuivre leur route dans la voiture qui a des plaques israéliennes, ce qui facilite le passage des checkpoints. Pour les franchir, Anne se met au volant, car son allure européenne rend les soldats moins méfiants. À l'un des checkpoints, Anne a un bref échange en hébreu avec une soldate, ce qui permet à Kifah de comprendre qu'elle parle cette langue couramment, et qu'elle est également Israélienne. Il devient très méfiant envers elle.
Après bien des péripéties, Mustafa parvient enfin à rejoindre l'hôpital où son fils est soigné.

## Fiche technique
- Titre : 200 Mètres
- Titre original : 200 Meters
- Réalisation : Ameen Nayfeh (en)
- Scénario : Ameen Nayfeh
- Décors : Sami Zarour
- Costumes : Fairouze Nastas
- Photographie : Elin Kirschfink
- Montage : Kamal El Mallakh
- Musique : Faraj Suleiman
- Production : May Odeh
- Production déléguée : Francesco Melzi d'Eril
- Coproduction : Julia Gebauer et Faycal Hassairi
- Sociétés de production : Film i Skåne, MeMo Films et Odeh Films
- Société de distribution : Shellac
- Pays d'origine :  Palestine,  Jordanie,  Qatar,  Suède et  Italie
- Langue originale : arabe, hébreux et anglais
- Format : couleur
- Genre : aventures, drame
- Durée : 97 minutes
- Dates de sortie :
  - Italie : 3 septembre 2020 (Venise) ; 25 août 2022 (sortie nationale)
  - France : 9 juin 2021

## Distribution
- Ali Suliman : Mustafa
- Anna Unterberger (en) : Anne
- Lana Zreik : Salwa
- Gassan Abbas : Abu Nidal
- Doraid Liddawi : Avi
- Motaz Malhees : Kifah
- Mahmoud Abu Eita : Rami

## Accueil

### Accueil critique
Sur le site Rotten Tomatoes, le film obtient un Tomatometer de 93% basé sur 15 critiques. Sur Allociné, il obtient une note de 3,7/5 basée sur 16 critiques. Sur Francetvinfo, Laurence Houot estime que le film "offre un éclairage à échelle humaine, sans discours, sur une situation de plus en plus difficile à comprendre". Dans les Cahiers du Cinéma, Mathieu Macheret estime pour sa part que "le film décourage par sa volonté de ne condamner personne et de désamorcer toute montée de tension".

### Distinctions
- Venice Days Award 2020 : Prix du Public[4]
- Festival international du film de Séville (en)2020 : Meilleur film de la section "histoires extraordinaires"[5]
- Festival international du film de Thessalonique 2020 : Alexandre d'Or du meilleur film et Alexandre de Bronze du meilleur réalisateur dans la section "meet the neighbors"[6]
- Festival international du film d'Antalya 2020 : prix du meilleur acteur pour Ali Suliman[7]
- Festival du film d’El Gouna 2020 : prix du public "Cinema for Humanity", prix Fipresci et prix du meilleur acteur pour Ali Suliman[8]
- 51e Festival International du Film d'Inde :  ICFT UNESCO Gandhi Award[9]